# 阔齿龙属
阔齿龙属（Diadectes）是一类已经灭绝的动物，生活在二叠纪，属爬行形类。

## 特征
阔齿龙是植食性动物，具有槽生齿（Thecodont）。